# Carved in Stone (Vince Neil)
Carved In Stone è il secondo album solista di Vince Neil, uscito il 12 settembre 1995 per l'Etichetta discografica Warner Bros. Records.

## Tracce
1. Breakin' in the Gun – 3:52 (Frederickson, Fredricksen, King, Neil, Simpson)
2. The Crawl – 4:17 (Crane, Foxx, Frederickson, Fredricksen, King, Neil, Simpson, Woods)
3. One Way – 3:51 (Frederickson, Fredricksen, King, Neil, Simpson)
4. Black Promises – 4:52 (Crane, Foxx, Frederickson, Fredricksen, Neil, Woods)
5. Skylar's Song – 4:58 (Crane, Neil, Woods)
6. Make U Feel – 4:01 (Frederickson, Fredricksen, King, Neil, Simpson, Woods)
7. Writing on the Wall – 4:50 (Crane, Foxx, Frederickson, Fredricksen, King, Neil, Simpson, Woods)
8. Find a Dream – 4:54 (Crane, Foxx, Frederickaon, Fredricksen, King, Neil, Simpson, Woods)
9. One Less Mouth to Feed – 3:36 (Frederickson, Fredricksen, King, Neil, Reinhardt, Reonhardt, Simpson)
10. The Rift – 3:57 (Christiansen, Frederickson, Fredricksen, Woods)

## Formazione
- Vince Neil - voce
- Brent Woods - chitarra
- Robbie Crane - basso
- Vik Foxx - batteria